# NHIndustries
NHIndustries är  en europeisk helikoptertillverkare med huvudkontor i Aix-en-Provence i Frankrike. Företaget är ett konsortium som bildades 1992 av fransk-tyska Eurocopter, italienska Agusta samt nederländska Stork Fokker Aerospace. Ägarfördelningen (samt senare namnändringar) är Airbus Helicopters 62.5%, Leonardo S.p.A. 32% samt Fokker Aerostructures 5.5%. Konsortiet tillverkar den medeltunga militära helikoptern NHIndustries NH90 enligt kravspecifikationer från NATO.